# День незалежності (Боснія і Герцеговина)
День незалежності (босн., хорв. і серб. Dan nezavisnosti, серб. кир.: Дан независности) — державне свято, яке святкується у Федерації Боснії та Герцеговини 1 березня на відзначення незалежності тодішньої Республіки Боснії та Герцеговини від Соціалістичної Федеративної Республіки Югославія у 1992 році. Проте, не святкується в Республіці Сербській, іншому політичному утворенні від Югославії.

## Історія
Громадяни Соціалістичної Республіки Боснія і Герцеговина, федеративної держави, що входить до складу Соціалістичної Федеративної Республіки Югославія, проголосували на референдумі про незалежність, який відбувався з 28 лютого по 1 березня 1992 року. Питання референдуму було таким: «Чи ви за суверенну та незалежну Боснію і Герцеговину, державу рівноправних громадян і націй мусульман, сербів, хорватів та інших, які в ній живуть?» Виборці з числа боснійців і боснійських хорватів рішуче підтримували незалежність, тоді як більшість боснійських сербів бойкотували її. Явка становила 63,6 відсотка, з них 99,7 відсотка проголосували за незалежність.
Результати референдуму були прийняті 6 березня парламентом Боснії і Герцеговини. 7 квітня 1992 року Європейська спільнота визнало Боснію і Герцеговину незалежною державою.  Парламент Федерації Боснії та Герцеговини (парламент боснійсько-хорватської федерації) 28 лютого 1995 року постановив, що 1 березня буде Днем незалежності Боснії і Герцеговини та національним святом. Вперше День Незалежності відзначили 1 березня 1995 року.

## Святкування
День незалежності Боснії і Герцеговини святкується тільки у Федерації Боснії і Герцеговини, тоді як Республіка Сербська бойкотує це свято і відзначає власний День незалежності 9 січня. Милорад Додік, колишній президент Республіки Сербської та нинішній член президентства Боснії, стверджував, що День незалежності «є святом боснійського народу, і ми не заперечуємо цього, але це не свято, яке відзначається в Республіці Сербській». Більшість боснійських сербів натомість пов'язують цю дату з нападом 1 березня 1992 року на сербську весільну процесію в Сараєво, в результаті якої загинув батько нареченого та був поранений сербський православний священник, якого більшість боснійських сербів вважає першою жертвою Боснійської війни.